# Oriol Fontdevila
Oriol Fontdevila (Manresa, 1978) és crític d'art i comissari d'exposicions, que forma part de l'equip gestor de la Sala d'Art Jove de la Generalitat de Catalunya des de l'any 2006, on ha coordinat programes de producció i formació d'artistes emergents. Ha comissariat projectes com Prototips en codi obert, a la Fundació Antoni Tàpies; Arqueologia preventiva Arxivat 2014-11-07 a Wayback Machine. a l'Espai 13 de la Fundació Joan Miró de Barcelona;  De com convertir un museu en arena, al Museu Joan Abelló de Mollet del Vallès; entre d'altres. Ha estat responsable del programa d'estudis d'A*DESK en les edicions de 2012-2013 i 2013-2014. El seu treball amb l'equip de Sala d'Art Jove ha estat reconegut amb el Premi d'Arts Visuals Ciutat de Barcelona, 2011, i amb el Premi de l'Associació Catalana de Crítics d'Art, 2009.